# Hans Leendertse
Hans Leendertse (Goes, 18 augustus 1952) is een Nederlands acteur. Hij werkte onder meer voor de toneelgezelschappen: De Theatercompagnie, het Ro Theater en het Nationale Toneel.
Hij is regelmatig te zien in Het Klokhuis op Zapp. Voor zijn rol als prins Roderick van Oranje Nassaukade in de voorstelling Lang en Gelukkig van het Ro Theater werd hij in 2008 genomineerd voor de Arlecchino. In 2009 speelde Leendertse de rol van Dr. Diarrheaux Peristaltique in De Ingebeelde Zieke van De Utrechtse Spelen (voormalige Paardenkathedraal). 
Leendertse kreeg veel bekendheid in de jaren 80 door de revues en televisieprogramma's met André van Duin.

## Filmografie
- Bassie & Adriaan: De Huilende Professor (als Joris)
- Meneer Rommel (als Meneer Rommel)
- Filmpje! (als badmeester)
- Flodder 3 (als commissielid)
- Flodder (televisieserie) (in afl. 1: De verjaardag; afl. 2: Goed gedrag; afl. 3: Laatste eer)
- Laat maar zitten (als Leendert)
- Diverse televisieprogramma's met André van Duin, waaronder de tv-musical Boem-Boem.
- De kleine blonde dood (als politieagent)
- Overvallers in de dierentuin (als kapper)
- Ik ben Joep Meloen (als voorbijganger)
- In de Vlaamsche Pot (in afl: Groot Geschapen)
- De Boezemvriend (als burgemeester)
- De Zeemeerman
- Kees de jongen
- Off Screen
- Lang en Gelukkig (als Fee / Roderick)
- Koning van Katoren (als Gervaas)
- De Lachende Scheerkwast (als figurant in brillenwinkel)
- Baantjer (televisieserie) (als Henk Uri in De Cock en de moord op het verleden (2004))
- Nieuw zeer (2020) (televisieserie)